# Горлиця капська
Горлиця капська (Oena capensis) — вид голубів.

## Поширення
Широко поширений в країнах Африки на південь від Сахари включаючи Мадагаскар з розширенням ареалу на Аравійський півострів до південного Ізраїлю, Йорданії і на північ до Туреччини. Він знаходиться в пустелі поруч з акаціями і чагарниками. Іноді їх можна побачити в сільськогосподарських угіддях, садах і парках.

## Поведінка
Птах цілком наземний, і, як правило, харчується на відкритій місцевості. Їжею є дрібне насіння. Не товариський, зустрічається окремо або в парах, хоча може утворювати великі стада на водоймах. Політ швидкий, низький. Будує палицею гніздо в кущах, де відкладає два білих яйця, які висиджуються протягом 16 днів в типовій як для голуба манері: самиця вночі і рано вранці, самці з середини ранку до пізнього вечора.

## Морфологія
Птах, як правило, 22 см в довжину з розмахом крил 28-33 см і вагою 40 гр. Має дуже довгий темний конічний хвіст. Оперення в основному сіре. Дорослий самець має чорне обличчя, шию й груди і жовто-червоний дзьоб. Доросла самиця не має чорного кольору і має червоний при основі, а далі сірий дзьоб.